# 大頭瓦鰈
大頭瓦鰈為輻鰭魚綱鰈形目鰈亞目瓦鰈科的其中一種，分布於東印度洋澳洲西北部海域，棲息深度550-555公尺，體長可達10.2公分，棲息在大陸坡，生活習性不明。